# Патрик Гіллері
Патрик Джон Гіллері (ірл. Pádraig Seán Ó hIrighile; 2 травня 1923 — 12 квітня 2008) — ірландський політичний діяч, президент країни від грудня 1976 до грудня 1990 року.

## Життєпис
Народився в родині сільського лікаря. Вищу медичну освіту здобував у Дублінському університетському коледжі. Після випуску прийняв батькову практику. 1951 року пристав на пропозицію лідера опозиційної партії Фіанна Файл Еймона де Валери балотуватись у парламент.
1959 року увійшов до складу уряду Шона Лемасса, очоливши міністерство освіти. На тому посту займався підготовкою освітньої реформи, що збільшила число загальноосвітніх шкіл і технічних коледжів у провінції. 1965 року Гіллері отримав пост міністра промисловості й торгівлі. 1966 став першим в історії країни міністром праці. 1969 року був призначений на посаду міністра закордонних справ Ірландії. На тій посаді сприяв примиренню з Північною Ірландією та намагався в ООН звернути увагу світової спільноти до проблеми Кривавої неділі 1972 року в Деррі. Того ж року Гіллері підписав документи щодо приєднання Ірландії ЄЕС.
Від 1973 року став першим представником Ірландії, хто увійшов до Європейської комісії. Він став її віце-головою й комісаром з соціальної політики. Основним його завданням було встановлення рівної оплати для жінок. 1976 року прем'єр-міністр Ліам Косгрейв відмовився перепризначити Гіллері до Єврокомісії, й останній повернувся до медичної практики. Однак того ж року президент Карвол О'Далі був змушений піти у відставку, й Фіанна Файл висунула Гіллері кандидатом на пост глави держави. Відсутність суперників дозволила йому зайняти посаду президента без голосування.
1983 року Гіллері був затверджений президентом на другий термін, знову виявившись єдиним кандидатом. 1990 року відійшов від політичного життя.